# カタルーニャ民主協定
カタルーニャ民主協定（カタルーニャ語: Pacte Democràtic per Catalunya、略称PDPCあるいはPDC）は国会議員選出のために1977年6月15日に実施された総選挙のために設立されたカタルーニャの選挙連合。選挙活動はカタルーニャのための自治憲章の制定に焦点を合わせて行われた。選挙連合には以下の党派が参加した：
- カタルーニャ民主集中（CDC）
- カタルーニャ社会党＝再結集派（PSC-R）（スペイン語版）
- カタルーニャ民主主義左派（EDC）（スペイン語版）
- カタルーニャ民族戦線（FNC）（スペイン語版）
- 無所属候補

結果は514,647票を獲得（カタルーニャ地方の16.68%、全スペインの2.81%の票を獲得）、11議席を得、その内訳はCDCが5、PSC-Rが4、EDCが2議席であった。候補者リスト筆頭はジョルディ・プジョルであった。選挙後この連合は崩壊、PSC-Rはスペイン社会労働党（PSOE）とカタルーニャ社会主義者党（PSC）を構成するカタルーニャ社会党＝会議派に合流した。一方CDC（1978年にEDCが加わった）はカタルーニャ民主連合と政党連合集中と統一を結成した。